# أمة الله بنت أحمد الآبنوسي
أمة الله بنت أحمد بن عبد الله الابنوسي (537 هـ - محرم 626 هـ) راوية للحديث ذات صلاح وجود وكرم. روت عن أبيها وتفردت عنه. سمع منها عمر بن الحاجب وأحمد بن المجد وقد روت عنها بالإجازة فاطمة بِنْت سليمان سنة 675 هـ وكانت عابدة كثيرة الذكر.